# Edu Manga
Edu Manga (Osasco, 1967. február 2. –) brazil válogatott labdarúgó.
A brazil válogatott tagjaként részt vett az 1987-es Copa Americán.

## Statisztika
| Brazil válogatott | Brazil válogatott | Brazil válogatott |
| Időszak           | Mérk.             | gól               |
| ----------------- | ----------------- | ----------------- |
| 1987              | 2                 | 0                 |
| 1988              | 3                 | 0                 |
| 1989              | 5                 | 0                 |
| Összesen          | 10                | 0                 |